# 社裡
社裡，又寫為社里，臺灣台語口語上稱為社內，是新北市貢寮區的一個地名，位於該區東部、雙溪下游北岸地區，範圍大致為龍門里不含北部中央地帶。

## 歷史
台灣清治末期，社裡地區為一街庄，稱為「社裡庄」，隸屬於三貂堡。該庄東邊臨海，南隔雙溪與田藔洋庄為鄰，西邊為下雙溪庄，北邊為丹裡庄。
1901年（日治明治三十四年）11月，該庄隸屬於基隆廳，編入第十二區。1905年（明治三十八年）7月，第十二區改名為「澳底區」。1920年（大正九年），該庄改制為「社裡」大字，隸屬於臺北州基隆郡貢寮庄，大字下有「舊社」、「水返港」小字名。
戰後貢寮庄改制為貢寮鄉，隸屬於臺北縣，大字亦改制為村。2010年（民國99年）12月，臺北縣升格為新北市，貢寮鄉改制為貢寮區，村改制為里。

## 交通
省道台2線又稱「北部濱海公路」，大致以南北向經過社裡地區中部偏東一帶，由此往南可前往宜蘭縣的頭城、蘇澳等地，往北可前往澳底、基隆、金山、淡水等地。

## 公園
- 貢寮運動公園